# Fairground Attraction
Fairground Attraction — лондонський фолк та софт-рок гурт. Вони відомі хітами 1988 року «Perfect» і «Find My Love», обидві взяті з мультиплатинового дебютного альбому групи The First of a Million Kisses. Гурт отримав дві нагороди Brit Awards у 1989 році, але наступного року розпався. Згодом провідна вокалістка Едді Рідер розпочала сольну кар’єру.

## Кар'єра
Fairground Attraction були зібрані в Лондоні гітаристом і автором пісень Марком Невіном, який раніше грав з Кірсті МакКолл. Після зустрічі з шотландською співачкою Едді Рідер вони грали на невеликих майданчиках у Лондоні з учасниками групи Саймоном Едвардом і Роєм Доддсом. У 1987 році RCA Records підписали контракт із Fairground Attraction, а в квітні 1988 року випустили свій перший сингл «Perfect», який відразу ж досяг успіху, досягнувши першого місця в UK Singles Chart. У травні 1988 року RCA випустили свій альбом The First of a Million Kisses, який поєднує елементи фолку, джазу, кантрі та каджуну (усі пісні, крім однієї, були написані гітаристом Марком Невіном). Альбом повторив успіх «Perfect». Після того, як він потрапив на третє місце в чарті альбомів Великобританії та піднявся на друге місце, зрештою він отримав платиновий статус. RCA випустила ще три сингли з альбому: «Find My Love» (який посів сьоме місце в UK Singles Chart), «A Smile in a Whisper» і «Clare».
На BRIT Awards 1989 року «Perfect» отримав нагороду за найкращий британський сингл, а The First of a Million Kisses отримав нагороду за найкращий британський альбом.
Незважаючи на те, що вони були популярні в європейських країнах і гастролювали по Сполучених Штатах, вони знайшли свій головний успіх за межами Великобританії в Японії, де вони гастролювали в 1989 році.
У вересні 1989 року під час запису другого альбому поповзли чутки про сварки, а в січні 1990 року група розпалася. Рідер і Невін обидва дали інтерв'ю про розрив, але не дійшли згоди щодо того, що насправді спонукало його. Пізніше RCA випустили другий альбом «Ay Fond Kiss», і одна з його пісень, кавер на «Walkin' After Midnight» Петсі Клайн, стала їх останнім синглом і невеликим хітом. Хоча цей альбом складався з бі-сайдів та іншого матеріалу, записаного разом із їхнім першим альбомом (багато з них були спільними лише двома учасниками гурту). Марк Невін записав матеріал, призначений для другого альбому з Брайаном Кеннеді, випущеного під назвою Sweetmouth у 1991 році.
Пізніше було випущено живий запис Fairground Attraction 1989 року, який, крім хітів і треків з їхнього першого альбому, включав вісім треків, призначених для перерваного другого альбому. Цей випуск вийшов у 2003 році та документує шоу з їхнього японського туру Kawasaki Live in Japan 02.07.89.
Після розпаду групи Едді Рідер продовжив виступати як сольний артист. Марк Невін працював з Морріссі, написавши більшу частину альбому Kill Uncle, і знову з Кірсті МакКолл, перш ніж розпочати власну сольну кар’єру.
Хоча Рідер і Невін час від часу працювали разом протягом багатьох років, вони, здається, не зацікавлені в реформуванні групи.

## Склад
- Едді Рідер – вокал
- Марк Е. Невін – електричні та акустичні гітари
- Саймон Едвардс — гітара
- Рой Доддс – ударні

## Нагороди та номінації
| Year | Awards                        | Work                          | Category                        | Result    |
| ---- | ----------------------------- | ----------------------------- | ------------------------------- | --------- |
| 1988 | Smash Hits Poll Winners Party | Themselves                    | Most Promising New Act          | Номінація |
| 1989 | Silver Clef Award             | Themselves                    | Best Newcomer                   | Перемога  |
| 1989 | Ivor Novello Awards           | "Perfect"                     | Best Song Musically & Lyrically | Номінація |
| 1989 | BRIT Awards                   | "Perfect"                     | Best British Single             | Перемога  |
| 1989 | BRIT Awards                   | The First of a Million Kisses | Best British Album              | Перемога  |

## Дискографія

### Студійні альбоми
| Назва                                                                                  | Деталі альбому                               | Пікові позиції на діаграмі | Пікові позиції на діаграмі | Пікові позиції на діаграмі | Пікові позиції на діаграмі | Пікові позиції на діаграмі | Пікові позиції на діаграмі | Пікові позиції на діаграмі | Пікові позиції на діаграмі | Пікові позиції на діаграмі | Пікові позиції на діаграмі | Пікові позиції на діаграмі | Сертифікати                    |
| Назва                                                                                  | Деталі альбому                               | Великобританія             | AUS                        | AUT                        | МОЖЕ                       | FIN                        | НІМЕЦЬКА                   | NED                        | Нова Зеландія              | SWE                        | SWI                        | НАС                        | Сертифікати                    |
| -------------------------------------------------------------------------------------- | -------------------------------------------- | -------------------------- | -------------------------- | -------------------------- | -------------------------- | -------------------------- | -------------------------- | -------------------------- | -------------------------- | -------------------------- | -------------------------- | -------------------------- | ------------------------------ |
| Перший з мільйона поцілунків                                                           | - Випущено: 16 травня 1988 р - Позначка: RCA | 2                          | 9                          | 17                         | 57                         | 13                         | 38                         | 29                         | 19                         | 6                          | 18                         | 137                        | - Великобританія : 2 × Платина |
| Любий поцілунок                                                                        | - Випущено: 18 червня 1990 р - Позначка: RCA | 55                         | —                          | —                          | —                          | —                          | —                          | —                          | —                          | —                          | —                          | —                          |                                |
| «—» позначає елементи, які не потрапили в чарти або не були випущені на цій території. |                                              |                            |                            |                            |                            |                            |                            |                            |                            |                            |                            |                            |                                |

### Збірні альбоми
- The Collection: Fairground Attraction, за участю Едді Рідера (1994)
- Ідеальний: Найкраще з виставкового комплексу (1995)
- The Very Best of Fairground Attraction, за участю Едді Рідера (1996)
- Майстри (1997)
- 80-ті Eternal Best: Fairground Attraction Best (1998)
- The Very Best of Fairground Attraction (2004)

### Живі альбоми
- Kawasaki Live in Japan 02.07.89 (2003)

### Сингли
| Рік                                                                                    | Назва                        | Пікові позиції на діаграмі | Пікові позиції на діаграмі | Пікові позиції на діаграмі | Пікові позиції на діаграмі | Пікові позиції на діаграмі | Пікові позиції на діаграмі | Пікові позиції на діаграмі | Пікові позиції на діаграмі | Пікові позиції на діаграмі | Пікові позиції на діаграмі | Пікові позиції на діаграмі | Сертифікати                             | Альбом                       |
| Рік                                                                                    | Назва                        | Великобританія             | AUS                        | AUT                        | БЕЛ                        | НІМЕЦЬКА                   | IRE                        | NED                        | Нова Зеландія              | SWE                        | SWI                        | НАС                        | Сертифікати                             | Альбом                       |
| -------------------------------------------------------------------------------------- | ---------------------------- | -------------------------- | -------------------------- | -------------------------- | -------------------------- | -------------------------- | -------------------------- | -------------------------- | -------------------------- | -------------------------- | -------------------------- | -------------------------- | --------------------------------------- | ---------------------------- |
| 1988 рік                                                                               | " Ідеальний "                | 1                          | 1                          | 19                         | 4                          | 5                          | 1                          | 5                          | 4                          | 2                          | 5                          | 80                         | - Великобританія: срібло - SWE : золото | Перший з мільйона поцілунків |
| 1988 рік                                                                               | « Знайди мою любов »         | 7                          | 86                         | 3                          | 24                         | 22                         | 6                          | 30                         | 34                         | —                          | —                          | —                          |                                         | Перший з мільйона поцілунків |
| 1988 рік                                                                               | « Усмішка пошепки »          | 75                         | —                          | —                          | —                          | —                          | —                          | —                          | —                          | —                          | —                          | —                          |                                         | Перший з мільйона поцілунків |
| 1989 рік                                                                               | " Клер "                     | 49                         | —                          | —                          | —                          | —                          | —                          | —                          | —                          | —                          | —                          | —                          |                                         | Перший з мільйона поцілунків |
| 1990 рік                                                                               | « Прогулянка після півночі » | 97                         | —                          | —                          | —                          | —                          | —                          | —                          | —                          | —                          | —                          | —                          |                                         | Любий поцілунок              |
| «—» позначає елементи, які не потрапили в чарти або не були випущені на цій території. |                              |                            |                            |                            |                            |                            |                            |                            |                            |                            |                            |                            |                                         |                              |

### Відео
- Перший з мільйона поцілунків (1990)
Колекція музичних кліпів: "Perfect", "Find My Love", "A Smile in a Whisper", "Clare"
- Live at full house (1990)
Живі виступи з німецького телешоу під назвою Live at Full House: